# Josué 3
Josué 3 es el tercer capítulo del Libro de Josué en la Biblia hebrea o en el Antiguo Testamento de la Biblia cristiana. Según la tradición judía, el libro fue atribuido a Josué, con añadidos de los sumos sacerdotes Eleazar y Fineas, pero los eruditos modernos lo consideran parte de la Historia Deuteronomista, que abarca desde el libros del Deuteronomio hasta 2 Reyes, atribuida a escritores nacionalistas y devotos de Yahvé durante la época del rey reformador de Judea Josías en el siglo VII a. C.. Este capítulo se centra en los israelitas que cruzan el río Jordán hacia el oeste para entrar en la tierra de Canaán bajo el liderazgo de Josué, parte de una sección que comprende desde Josué 1:1 hasta Josué 5:12 sobre la entrada en la tierra de Canaán.

## Texto
Este capítulo fue escrito originalmente en Lengua hebrea. Se divide en 24 Versículos.

### Testigos textuales
Algunos de los primeros manuscritos que contienen el texto de este capítulo en hebreo pertenecen a la tradición del Texto Masorético, que incluye el Códice de El Cairo (895), el Códice de Alepo (siglo X) y el Códice Leningradensis (1008). Fragmentos que contienen partes de este capítulo en hebreo fueron encontrados entre los Rollos del Mar Muerto incluyendo XJoshua (XJosh, X1; 50 AEC) con los versículos 4-5 existentes. y 4Q48 (4QJoshb; 100-50 a. C.) con los Versículos 15-17 existentes. 
Los manuscritos antiguos existentes de una traducción al griego koiné conocida como Septuaginta (originalmente se hizo en los últimos siglos a. C.) incluyen el Códice Vaticano (B {\displaystyle {\mathfrak {G}}}B; siglo IV) y Codex Alexandrinus (A; {\displaystyle {\mathfrak {G}}}A; siglo V). . Fragmentos de la Septuaginta El texto griego que contiene este capítulo se encuentra en manuscritos como Washington Manuscript I (siglo V de nuestra era), y una versión reducida del texto de la Septuaginta se encuentra en el Joshua Roll ilustrado.

## Análisis
La narración de la entrada de los israelitas en la tierra de Canaán comprende de versículos 1:1 a Josué 5:12 del Libro de Josué y tiene el siguiente esquema:
A. Preparativos para entrar en la Tierra (1:1-18)
1. Directivas a Josué (1:1-9)
2. Directrices para los líderes (1:10-11)
3. Discusiones con las tribus orientales (1:12-18)
B. Rahab y los espías en Jericó (2:1-24)
1. Directrices para los espías (2:1a)
2. Engañar al rey de Jericó (2:1b-7)
3. El juramento con Rahab (2:8-21)
4. El informe a Josué (2:22-24)
C. El cruce del Jordán (3:1-4:24)
1. Preparativos iniciales para el cruce (3:1-6)
2. Directrices para cruzar (3:7-13)
3. La travesía milagrosa: Parte 1 (3:14-17)
4. Memorial de las Doce Piedras: Parte 1 (4:1-10a)
5. Una travesía milagrosa: Parte 2 (4:10b-18)
6. Memorial de las Doce Piedras: Parte 2 (4:19-24)
D. Circuncisión y Pascua (5:1-12)
1. El temor cananeo (5:1)
2. Circuncisión (5:2-9)
3. La Pascua (5:10-12)

## Preparativos y directrices del cruce (3:1-13)
.

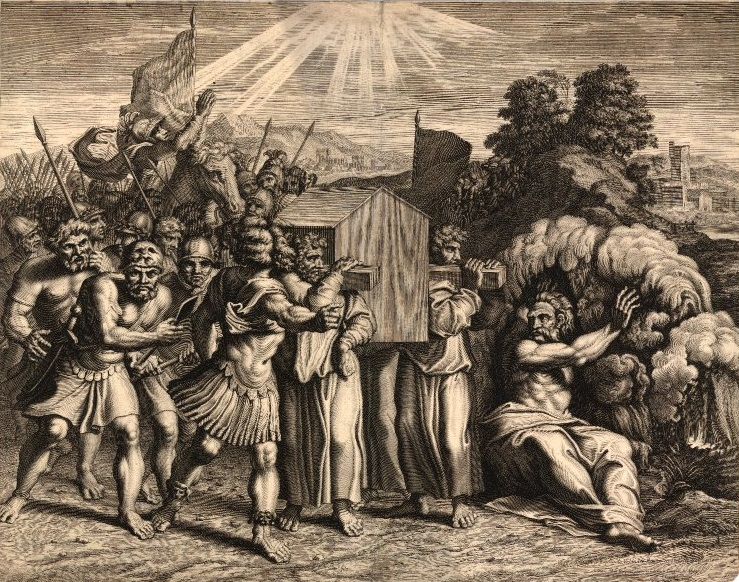
«Israelitas dirigidos por Josué cruzando el río Jordán». Robert Hecquet, c. 1720-1775

La narración del cruce del Jordán (3:1-5:1) consta de varias unidades que retroceden y se superponen, con varios elementos relatados más de una vez (por ejemplo, la selección de los hombres para llevar las piedras, 3:12; 4:2; la colocación de las piedras, 4:8-9, 20).. Incluye una separación milagrosa de las aguas (Josué 3:16) que recuerda el cruce del Mar Rojo (Éxodo 14:21-22; cf. Salmo 114:3, 5; Miqueas 6:4-5), a la que sigue la primera Pascua celebrada en la nueva tierra (Josué 5:10-12), que se corresponde con la primera Pascua celebrada en Egipto (Éxodo 12-13). La centralidad del Arca de la Alianza en toda la narración enfatiza la guía de YHWH en el camino hacia la tierra, y la preparación para la Guerra Santa que se avecina (versículo 10; Números 10:33-36), unque las diferencias en la terminología del arca a lo largo de este capítulo pueden indicar diversos orígenes:
- Versículos 6,8: Arca de la alianza
- Versículo 11: Arca de la alianza del Señor de toda la tierra
- Versículo 13: Arca de YHWH, el Señor de toda la tierra
- Versículo 15: Arca
- Versículo 17: El arca de la alianza de YHWH

La narración de la travesía está conectada con la de los espías (capítulo 2) por la mención de Sitim (3:1), además de llevar a Josué, junto con «todos los israelitas», al borde del Jordán para la travesía (cf. versículo 17), donde los oficiales desempeñan su papel para respetar el tiempo debido de tres días (versículos 2-3; cf. 1:10-11). La travesía respeta los requisitos de santidad, el arca es atendida por el personal debidamente autorizado (versículos 3, 6; cf. Números 3:5-10, 31), y el pueblo mantiene la debida distancia, recordando el encuentro con YHWH en el Sinaí (cf. Éxodo 19:10-12). Los preparativos también incluyen una reafirmación del liderazgo de Josué, y de la promesa especial de YHWH de acompañarle (3:7; cf. 1:5) a lo largo de su conquista (Versículos 10-11; cf. Éxodo 3:17). La frase «el Señor, el Señor de toda la tierra» (versículo 13; cf. Miqueas 4:13; Salmo 97:5) afirma un dominio universal absoluto, como también se encuentra en otros documentos antiguos del Cercano Oriente para deidades locales, por ejemplo, Baal en la literatura de Ugarit se escribe como zbl b'I arș ('el príncipe, señor de la tierra').

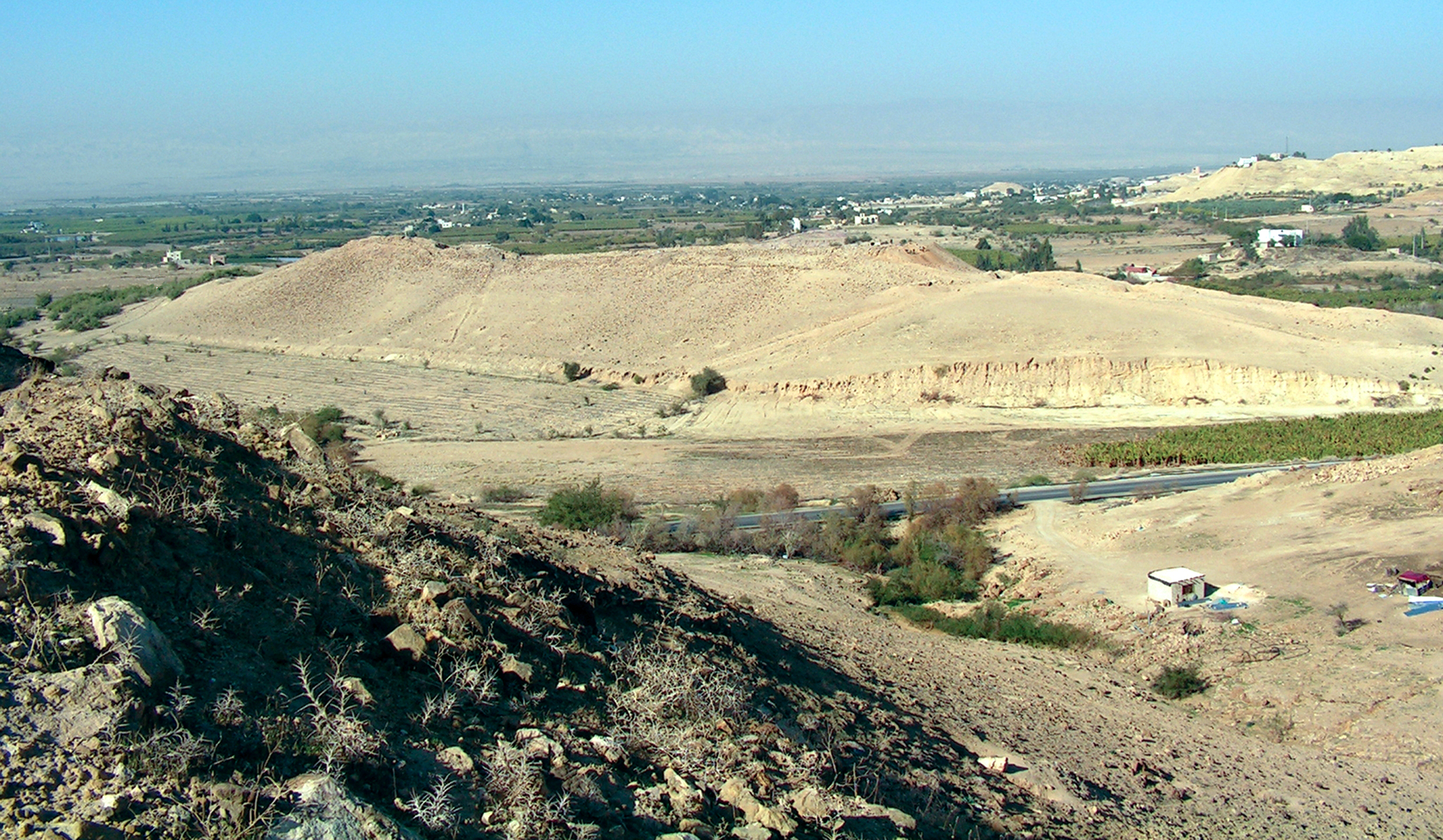
Tell el-Hammam con vistas al valle del Jordán (2007)

### Versículo 1
1-Josué se levantó de mañana, y partieron de Sitim y llegaron al Jordán, él y todos los hijos de Israel, y se alojaron allí antes de pasar 
- «Josué se levantó temprano por la mañana»: una frase que se utilizó varias veces en el Libro de Josué (3:1; 6:12; 7:16; 8:10) mostrando 'su afán por actuar con prontitud y en total acuerdo con las instrucciones divinas.[24]
- «Abila (Perea)»: identificada como la moderna «Tell el-Ḥammām», en el lado oriental del valle del Jordán, frente a Jericó.[25] Aquí está escrito en la misma forma corta que en Números 25:1, no en la forma más larga como en Números 33:49.[26] La distancia hasta la orilla del río Jordán es de unos 10 kilómetros (6,2 mi).[24]

2-Al cabo de tres días, los capataces pasaron por el campamento 
3-transmitiendo al pueblo esta orden: —Cuando veáis que el arca de la alianza del Señor, vuestro Dios, es llevada por los sacerdotes levitas, poneos en marcha desde el lugar donde estéis y caminad tras ella 
4-guardando una distancia de unos dos mil codos, sin acercaros a ella. De este modo sabréis el camino que debéis seguir ya que no habéis pasado antes por allí. 
5-Josué se dirigió al pueblo: —Purificaos, que el Señor va a hacer mañana cosas prodigiosas en medio de vosotros. 
6-Y, después, a los sacerdotes: —Levantad el arca de la alianza y pasad delante del pueblo. Ellos levantaron el arca de la alianza y marcharon delante del pueblo. 
7-Entonces el Señor dijo a Josué: —A partir de hoy te haré grande a los ojos de todo Israel porque sabrán que estaré contigo lo mismo que estuve con Moisés. 
8-Tú, da esta orden a los sacerdotes que llevan el arca de la alianza: «Cuando lleguéis a la orilla del Jordán, deteneos». 

#### Comentario a los versículos 1-8
En Guilgal, cerca de Jericó, se relatan eventos clave para Israel. El Arca de la Alianza guía al pueblo, simbolizando que es Dios quien marca el camino hacia la Tierra Prometida (Nm 10,33-36). Josué, al igual que Moisés en el Sinaí (Ex 19,14), ordena al pueblo purificarse antes del «paso del Jordán», anticipando una manifestación extraordinaria del poder divino (Jos 3,5). Su fidelidad permanece constante a lo largo del tiempo. El cierre de la peregrinación por el desierto, con eventos como el cruce del Jordán (Jos 3,9-4,24), la circuncisión (Jos 5,2-9) y la Pascua en la Tierra Prometida (Jos 5,10-12), refleja una continuidad con los hitos iniciales del éxodo: la «Pascua en Egipto» (Ex 12), el cruce del Mar Rojo (Ex 14) y el sustento del maná en el desierto (Ex 16). Estos paralelismos no solo subrayan que Dios sigue actuando entre su pueblo, sino que renuevan la esperanza de que Él seguirá guiando y liberando en toda circunstancia histórica, como ocurrió más tarde en el regreso del exilio en Babilonia. Esta esperanza en el poder de Dios sigue viva para todas las generaciones de creyentes porque...

...la esperanza cristiana recoge y perfecciona la esperanza del pueblo elegido.

## Cruce del Jordán (3:14-17)
.

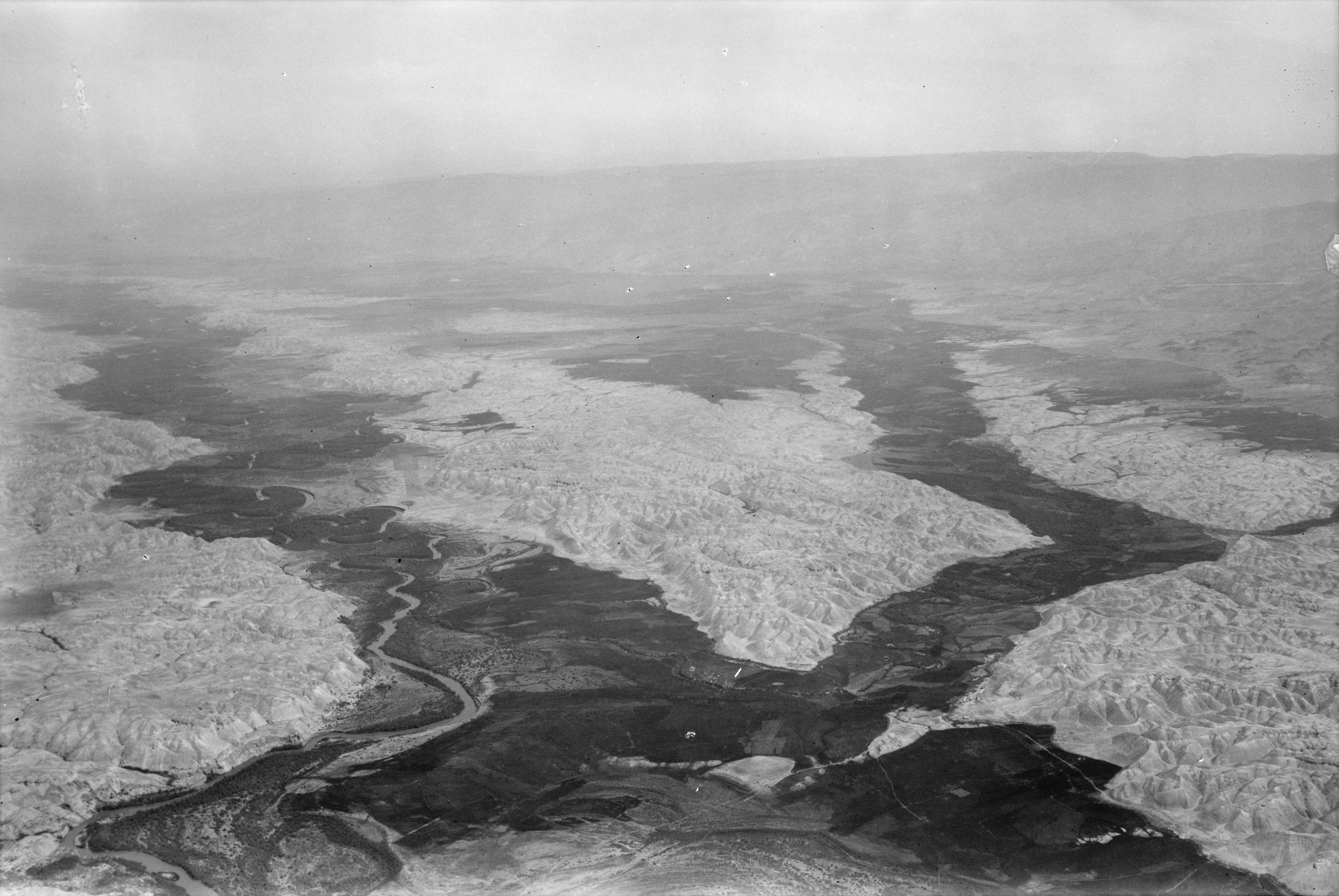
Vista aérea del río Jordán en el distrito de Damieh (=«Adam»), donde el río Jabok se une al Jordán. 1931.

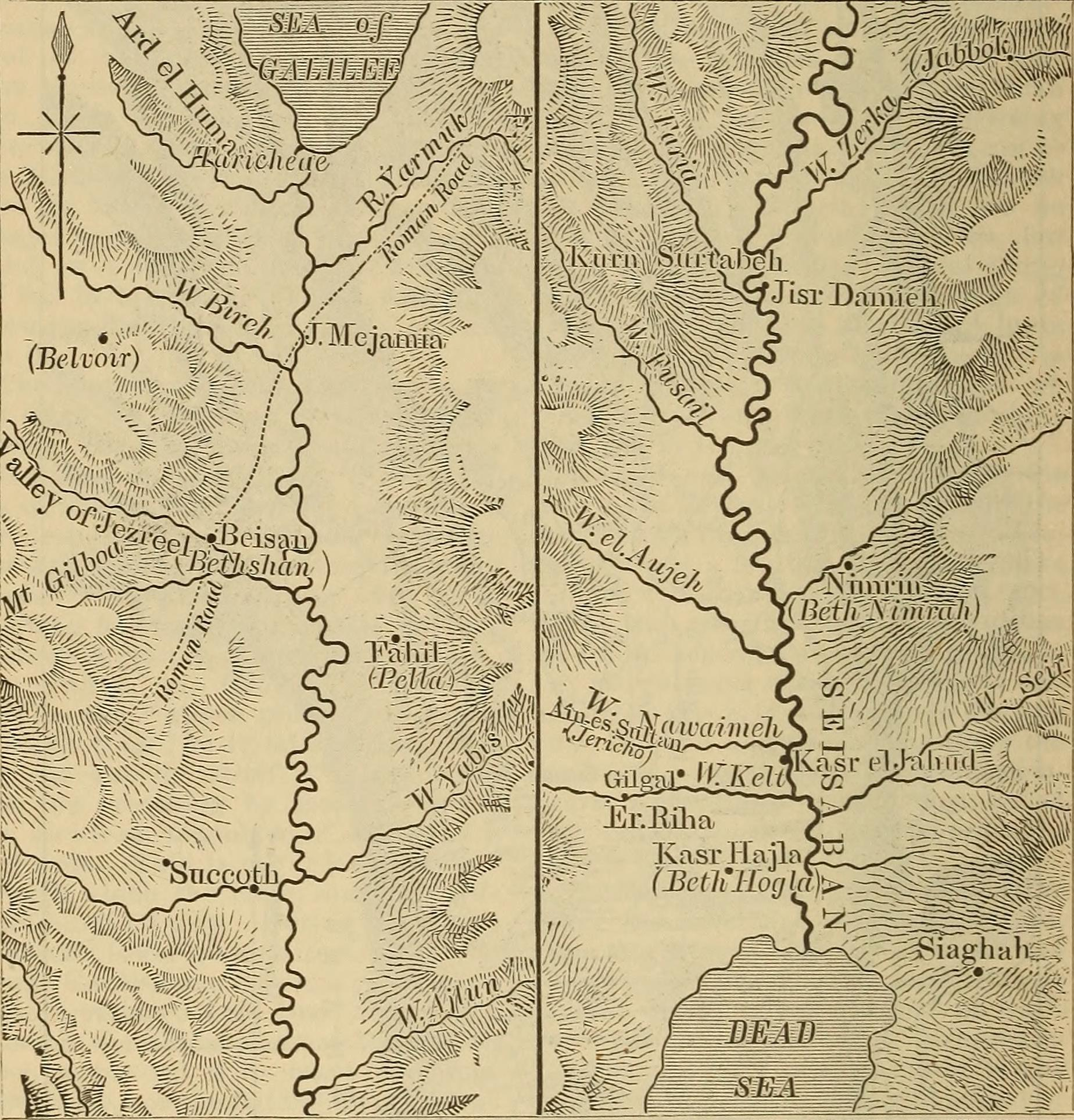
Panel derecho: en la zona superior central tiene «“”Jisr Damieh“”» (= «Adam»), parte inferior izquierda (debajo de «W. Nawaimeh») tiene «“”Jericho“”». 1887

El puente de Damieh (=«Adam»), sobre el río Jordán, en la carretera principal entre Nablus y Es Salt Road, utilizado por la Brigada de Fusileros Montados de Nueva Zelanda durante la Primera Guerra Mundial, 1918

Después de todos los preparativos, se dio un informe inicial del cruce, con una nota de que fue milagroso, ya que el río estando en su crecida de primavera (versículo 15) de repente se cortó su flujo de agua, dejando una tierra seca para caminar (versículo 16). Este pasaje anticipa un relato más completo en el capítulo siguiente.

### Versículos 14-16
9-Josué dijo a los israelitas: —Acercaos aquí y escuchad las palabras del Señor, vuestro Dios. 
10-Y añadió Josué: —Vais a saber que el Dios vivo está en medio de vosotros y os quitará de delante al cananeo, al hitita, al jeveo, al perezeo, al guirgaseo, al amorreo y al jebuseo. 
11-Mirad, el arca del Señor de toda la tierra va a cruzar el Jordán delante de vosotros. 
12-Tomad, pues, doce hombres de las tribus de Israel, un hombre por cada tribu. 
13-Cuando los sacerdotes que llevan el arca del Señor, el Señor de toda la tierra, apoyen la planta de sus pies en las aguas del Jordán, las aguas del Jordán se dividirán y las aguas que bajan desde arriba se alzarán como un dique.
14 Cuando el pueblo partió de sus tiendas para pasar el Jordán con los sacerdotes que llevaban el arca de la alianza delante del pueblo, 15 y tan pronto como los que llevaban el arca llegaron hasta el Jordán, y los pies de los sacerdotes que llevaban el arca se sumergieron en el borde del agua (ahora el Jordán se desborda por todas sus orillas durante todo el tiempo de la cosecha) 16 las aguas que bajaban de arriba se pararon y se levantaron en un montón muy lejos, en Adam, la ciudad que está junto a Zarethan, y las que bajaban hacia el Mar del Arabá, el Mar Salado, quedaron completamente cortadas. Y el pueblo pasó frente a Jericó.
- «Las aguas que descendían de lo alto se pararon y se levantaron en un montón»: Muchas veces en la historia registrada, los terremotos causaron deslizamientos de tierra y otras interrupciones que conducen a un bloqueo del río Jordán durante uno o dos días (y también la caída de los muros de Jericó).[32] Humphreys relaciona esto con Salmo 114:1, 3 («Cuando Israel salió de Egipto,... el Jordán fue expulsado»)[33][34]
- «Adam»: identificado por Humphreys con el moderno «Damiya» («Damieh» o Jisr ed Damieh; al con la misma palabra raíz dm), a unos 17 millas (27,4 km) al norte de Jericó, en la orilla oriental del Jordán, y se menciona en múltiples registros históricos como el lugar donde el río Jordán fue bloqueado debido a las actividades sísmicas en la zona.[35] Garstang informó de un bloqueo del Jordán en 1927,[36] y un informe de un historiador árabe, Nowairi, relacionado con la construcción de un puente en 1266 sobre el Jordán en Damieh por orden de Baybars I, rey del Egipto y Siria mamelucos (1260-1277), que en la noche del 7 de diciembre de 1267, una parte del muro del lado cayó al río y provocó que el caudal quedara represado desde medianoche hasta «la cuarta hora» (alrededor de las 10:30 de la mañana), lo que brindó la oportunidad de reparar el puente.[37] En 1546 un fuerte terremoto, documentado en tres fuentes distintas, causó el represamiento del Jordán.[38] Una fuente es una carta en italiano enviada a un noble en Venecia y publicada en Wittenberg, Alemania, en 1546, en la que se afirma que el río Jordán estuvo seco durante dos días,[39] mientras que un documento español que describe el mismo suceso señala que el río se detuvo durante un día entero,[40] y la tercera fuente en hebreo de Isaac Levy y publicada en 1562 afirma que los extranjeros informaron acerca de que el río Jordán estuvo seco durante tres días, porque dos grandes colinas cayeron al río.[41] Los informes indican que el caudal del Jordán puede bloquearse debido a un corrimiento de tierras o a un terremoto.[42][43]

#### Comentarios a los versículos 9-17
El pueblo guiado por Josué, sucesor de Moisés, revive los prodigios del Éxodo. El autor sagrado narra el «paso del Jordán» en tono litúrgico y festivo, como si el pueblo fuera en una gran procesión presidida por el Arca en su acceso a la tierra prometida. Subraya de este modo la acción de Dios en la toma de posesión de la tierra y el gozo del pueblo al experimentar su cercanía. Si el paso del Mar Rojo fue el momento culminante de la «liberación de la esclavitud de Egipto» llevada a cabo por el Señor, en la toma de posesión de la tierra lo es el paso del Jordán, gracias a la protección divina. Cuando salieron de Egipto la presencia de Dios se manifestaba mediante su ángel y con la columna de nube que los acompañaba (cfr Ex 14,19), ahora esa función la desempeña el Arca de la Alianza que es testimonio del compromiso que ya se ha establecido entre Dios y el pueblo. El paso del Jordán quedará en la tradición de la Iglesia como una imagen anticipada del Bautismo:

El Bautismo es prefigurado en el paso del Jordán, por el que el pueblo de Dios recibe el don de la tierra prometida a la descendencia de Abraham, imagen de la vida eterna. La promesa de esta herencia bienaventurada se cumple en la nueva Alianza.

 La frase «el Dios vivo está en medio de vosotros» (v. 10) es sumamente expresiva. El Dios verdadero es el único «Dios vivo», es decir, «que da vida e interviene en la historia» (ibidem, n. 2112).